# Apu Nahasapeemapetilon
Apu Nahasapeemapetilon, Jr., Ph.D., is een personage uit de animatieserie The Simpsons. Hij wordt ingesproken door Hank Azaria.
Apu is de eigenaar van de Springfieldse Kwik-E-Mart. Apu is een immigrant uit India die in Amerika arriveerde in 1988. Net als veel personages uit de serie is hij duidelijk een stereotype van een bepaalde bevolkingsgroep, in zijn geval Zuid-Aziatische winkeleigenaren. Zijn bekendste kenmerken zijn z’n Indisch-Engelse accent en zijn werkethiek. Hij is altijd vrolijk tegen klanten en zelfs tegen overvallers (waar hij nogal last van lijkt te hebben).
Zijn voornaam is een referentie aan het hoofdpersonage uit de Apu trilogie geregisseerd door Satyajit Ray. Veel van zijn manieren, zijn intelligentie en zelfs het uiterlijk van zijn ouders sluiten aan op dit personage. Zijn achternaam, Nahasapeemapetilon, is een mix van de naam Pahasadee Napetilon, de volledige naam van een klasgenoot van Simpsons schrijver Jeff Martin.

## Apu’s familie en achtergrond
Apu is getrouwd met Manjula. Apu en Manjula trouwden via huwelijkspolitiek. Apu wilde eerst onder het huwelijk uitkomen, maar toen de twee elkaar zagen werden ze werkelijk verliefd.
In de aflevering Eight Misbehavin' kregen de twee acht kinderen in een keer: Anoop, Uma, Nabendu, Poonam, Priya, Sandeep, Sashi and Gheet. Dit kwam door een overdosis vruchtbaarheidspillen. Het bleek dat meerdere leden van de familie Simpson Apu en Manjula wilden helpen met kinderen krijgen, maar elkaar hier niet van op de hoogte stelden. Daardoor kreeg Manjula meerdere malen pillen toegediend.
Apu en Manjula hebben een gelukkig huwelijk, maar desondanks hebben ze toch hun problemen. Dit vooral door Apu’s workaholisme en de druk van het opvoeden van acht kinderen.
Apu en zijn familie zijn Hindoes, en bidden geregeld tot Hindoe goden zoals Shiva, Ganesha en Vishnoe.
Voor zijn huwelijk stond Apu bekend als de grootste vrouwenversierder van Springfield, vooral omdat hij een PhD had en zijn eigen zaak runde.
In de jaren zestig, toen hij nog in India woonde, bracht Apu een tijdje door als student van de Maharishi Mahesh Yogi, toen hij bevriend raakte met Paul en Linda McCartney. Apu’s vriendschap met de McCartneys leidde ertoe dat sommigen hem de vijfde Beatle noemden.
Apu is inmiddels een Amerikaanse burger met een Ph.D. in computerwetenschap. Hij kwam naar Springfield om zijn doctoraat te halen bij het Springfield Heights Institute of Technology. Hij ging bij de Kwik-E-Mart werken tijdens zijn studie om zijn studieschuld af te betalen, maar is sindsdien bij de winkel gebleven. In het begin van de serie was Apu nog een illegale immigrant, maar Lisa en Homer Simpson hielpen hem aan een paspoort te komen.
In de jaren 80 was Apu lid van het barbershop quartet The Be Sharps, samen met Homer Simpson, Barney Gumble en Seymour Skinner.
Apu heeft een broer genaamd Sanjay, die zelf ook twee kinderen heeft: Pahasatira en Jamshed.

## Kritiek
In 2017 bracht Hari Kondabolu de documentaire The Problem with Apu uit. Daarin getuigen bekende Amerikanen van Indiase afkomst dat ze het personage te stereotiep vinden en als racisme ervaren.
Homer Simpson · Marge Simpson · Bart Simpson · Lisa Simpson · Maggie Simpson · Abraham Simpson · Patty en Selma Bouvier · Jacqueline Bouvier · Mona Simpson · Santa's Little Helper · Snowball II · Familie Bouvier
Jasper Beardley · Comic Book Guy · Eddie en Lou · Maude Flanders · Ned Flanders · Professor Frink · Barney Gumble · Julius Hibbert · Lionel Hutz · Eerwaarde Lovejoy · Kapitein Horatio McCallister · Hans Moleman · Bleeding Gums Murphy · Apu Nahasapeemapetilon · Mayor Joe Quimby · Dr. Nick Riviera · Agnes Skinner · Cletus Spuckler · Squeaky Voiced Teen · Disco Stu · Moe Szyslak · Kirk Van Houten · Luann Van Houten · Chief Clancy Wiggum
Gary Chalmers · Rod en Todd Flanders · Jimbo Jones · Kearney · Edna Krabappel · Otto Mann · Nelson Muntz · Martin Prince · Seymour Skinner · Milhouse Van Houten · Ralph Wiggum · Groundskeeper Willie · andere studenten
Montgomery Burns · Carl Carlson · Lenny Leonard · Waylon Smithers
Itchy en Scratchy · Kent Brockman · Krusty de Clown · Troy McClure · Rainier Wolfcastle · Radioactive Man
Snake · Kang & Kodos · Sideshow Bob · Fat Tony
Treehouse of Horror
Bart vs. the World · Bart Simpson's Escape from Camp Deadly · The Simpsons Arcadespel · Bart vs. the Space Mutants · Bart's House of Weirdness ·Bart vs. The Juggernauts · Krusty's Fun House · Bartman Meets Radioactive Man · Bart's Nightmare · The Itchy and Scratchy Game · Virtual Bart · Bart and the Beanstalk · Itchy & Scratchy in Miniature Golf Madness · Cartoon Studio · Virtual Springfield · Night of the Living Treehouse of Horror · Bowling · Wrestling · Road Rage · Skateboarding · Hit & Run · The Simpsons Game · The Simpsons: Tapped Out
The Simpsons · The Simpsons Pinball Party
Strips: Simpsons Comics · Bart Simpson serie · Itchy & Scratchy Comics · Bart Simpson's Treehouse of Horror · Futurama/Simpsons Infinitely Secret Crossover Crisis
Tijdschrift: Simpsons Illustrated
Boeken: Bart Simpson's Guide to Life · Family Album · Library of Wisdom · Complete Guides · Planet Simpson · The Simpsons and Philosophy
Actiefiguurtjes: World of Springfield
The Simpsons Movie
Bankgrap ·
Canyonero · 
D'oh! · 
Duff Beer · 
Schoolbordgrap · 